# Manganov(II) oksid
Manganov(II) oksid ali krajše manganov oksid je zelena kristalinična anorganska spojina s kemijsko formulo MnO. Industrijsko proizvedeni manganov oksid se v velikih količinah uporablja kot dodatek za kemična gnojila in aditiv v prehranski industriji. 

## Zgradba, stehiometrija in reaktivnost
Manganov(II) oksid ima, podobno kot drugi monoksidi, kubično kristalno strukturo, v kateri so kationi in anioni oktaedrično  koordinirani. Druga lastnost, ki jo imajo tudi drugi monoksidi, je nestehiometričnost, tako da je njegova kemijska formula nekje med MnO in MnO 1,045.
Pri temperaturah pod 118 K je antiferomagneten. Bil je ena od prvih spojin, katerih magnetna zgradba  je bila določena z nevtronsko difrakcijo (leta 1951).
Kemijske reakcije manganovega(II) oksida so značilne za ionske okside. Pri obdelavi s kislinami se pretvori v ustrezne manganove(II) soli in vodo. Z oksidacijo preide v manganov(III) oksid (Mn2O3).

## Pridobivanje in nahajališča
Manganov(II) oksid se v naravi pojavlja kot redek mineral manganozit. 
Industrijsko se proizvaja z redukcijo MnO2 z vodikom, ogljikovim monoksidom ali metanom:
MnO2 + H2 → MnO + H2O
MnO2 + CO → MnO + CO2
Priravi  se lahko tudi s kalciniranjem manganovega karbonata:
MnCO3 → MnO + CO2
Proces kalciniranja poteka brez pristopa zraka, da bi se preprečilo tvorjenje Mn2O3. 
Aternativni postopek je oksalatni postopek, ki je uporaben tudi za sintezo železovega(II) oksida (FeO) in kositrov(II) oksid (SnO). Pri segrevanju v inertni atmosferi (običajno CO2), manganov(II) oksalat razpade v MnO:
MnC2O4•2H2O → MnO + CO2 + CO + 2 H2O

## Uporaba
Manganov(II) oksid se skupaj z manganovim sulfatom (MnSO4) uporablja kot sestavina umetnih gnojil. Letna poraba za ta namen je več tisoč ton. Uporablja se tudi kot katalizator za sintezo alil alkohola, v keramični, barvni in steklarski industriji, za beljenje loja in v tekstilnem tiskarstvu.